# Palle Ravn
Palle Ravn (født 13. december 1928, død 20. maj 2012) var en dansk skakspiller, der vandt danmarksmesterskabet i 1957.

## Karriere
Mod slutningen af 1950'erne var Ravn en af de stærkeste unge skakspillere i Danmark. I 1955 delte han førstepladsen med den fremtidige skakstormester Bent Larsen ved Københavns Skakmesterskab. Ved danmarksmesterskabet i skak i Odense i 1957 vandt Ravn.
Ravn spillede for Danmark ved skakolympiaden:
- 1958 på første reservebræt ved olympiaden 13. skakolympiade i München (+3, =3, -4)

Spillede for Danmark ved Verdens Studenter Holdskakmesterskab:
- 1957 på andet bræt ved det 4. mesterskab  Reykjavik (+3, =2, -7)

Senere i sit liv foretræk Ravn at holde sig ude af professionelle skakturneringer.